# NGC 305
NGC 305 је група звезда у сазвежђу Рибе која се налази на NGC листи објеката дубоког неба.
Деклинација објекта је + 12° 3' 48" а ректасцензија 0h 56m 21,0s. Привидна величина (магнитуда) објекта NGC 305 износи 13,1.